# Campeonato Mundial Júnior de Natação de 2008
A 2ª edição do Campeonato Mundial Júnior de Natação foi realizada de 8 à 13 de julho de 2008 no Centro Aquático da Universidad Autónoma de Nuevo León, em Monterrei, no México. Os participantes do sexo masculino tiveram que ter 18 anos ou menos em 31 de dezembro de 2008 (ou seja, nasceram em 1990 ou mais tarde). As mulheres participantes tinham que ter 17 anos ou menos em 31 de dezembro de 2008 (ou seja, nasceram em 1991 ou mais tarde). 

## Resultados
Competiram atletas com idade inferior a 18 anos. Abaixo os resultados finais do campeonato. 

### Masculino
| Evento         | Ouro                                                                                     | Ouro     | Prata                                                                             | Prata    | Bronze                                                                               | Bronze   |
| -------------- | ---------------------------------------------------------------------------------------- | -------- | --------------------------------------------------------------------------------- | -------- | ------------------------------------------------------------------------------------ | -------- |
| Livre          |                                                                                          |          |                                                                                   |          |                                                                                      |          |
| 50 m           | Orinoco Faamausili-Banse · Nova Zelândia                                                 | 22.37    | Luca Dotto · Itália                                                               | 22.63    | Luca Leonardi · Itália                                                               | 22.70    |
| 100 m          | Luca Dotto · Itália                                                                      | 50.06    | Luca Leonardi · Itália                                                            | 50.11    | Oleg Tikhobaev · Rússia                                                              | 50.33    |
| 200 m          | Danila Izotov · Rússia                                                                   | 1:47.63  | Robert Bale · Reino Unido                                                         | 1:49.44  | Lucien Hassdenteufel · Alemanha                                                      | 1:49.72  |
| 400 m          | Danila Izotov · Rússia                                                                   | 3:51.81  | Alex di Giorgio · Itália                                                          | 3:53.19  | Krzysztof Pielowski · Polónia                                                        | 3:53.66  |
| 800 m          | Heerden Herman · África do Sul                                                           | 8:01.77  | Krzystof Pielowski · Polónia                                                      | 8:02.02  | Raoul Shaw · França                                                                  | 8:04.71  |
| 1500 m         | Krzystof Pielowski · Polónia                                                             | 15:25.01 | Artem Podyakov · Rússia                                                           | 15:26.56 | Raoul Shaw · França                                                                  | 15:31.07 |
| Costas         |                                                                                          |          |                                                                                   |          |                                                                                      |          |
| 50 m           | Benjamin Treffers · Austrália                                                            | 25.60    | Pavel Sankovich · Bielorrússia                                                    | 25.93    | Artem Dubovskoy · Rússia                                                             | 26.17    |
| 100 m          | Daniel Bell · Nova Zelândia                                                              | 55.32    | Benjamin Treffers · Austrália                                                     | 55.77    | Chris Walker-Hebborn · Reino Unido                                                   | 56.04    |
| 200 m          | Kurt Basset · Nova Zelândia                                                              | 1:59.67  | Matthew Swanston · Canadá                                                         | 2:00.53  | Radoslaw Kawecki · Polónia                                                           | 2:00.72  |
| Peito          |                                                                                          |          |                                                                                   |          |                                                                                      |          |
| 50 m           | Daniel Sliwinski · Reino Unido                                                           | 28.37 CR | Csaba Szilágyi · Sérvia                                                           | 28.38    | Andrea Toniato · Itália                                                              | 28.40    |
| 100 m          | Daniel Sliwinski · Reino Unido                                                           | 1:02.19  | Marco Koch · Alemanha                                                             | 1:02.56  | Csaba Szilágyi · Sérvia                                                              | 1:02.57  |
| 200 m          | Alexey Zinovyev · Rússia                                                                 | 2:14.78  | Marco Koch · Alemanha                                                             | 2:15.27  | Robert Holderness · Reino Unido                                                      | 2:15.67  |
| Borboleta      |                                                                                          |          |                                                                                   |          |                                                                                      |          |
| 50 m           | Daniel Bell · Nova Zelândia                                                              | 23.61    | Ivan Lenđer · Sérvia                                                              | 23.97    | Pavel Sankovich · Bielorrússia                                                       | 24.26    |
| 100 m          | Daniel Bell · Nova Zelândia                                                              | 52.52    | Ivan Lenđer · Sérvia                                                              | 52.62    | Timothy Phillips · Estados Unidos                                                    | 52.87    |
| 200 m          | Yuya Horihata · Japão                                                                    | 1:59.03  | Federico Bussolin · Itália                                                        | 1:59.13  | Yusuke Mori · Japão                                                                  | 1:59.32  |
| Medley         |                                                                                          |          |                                                                                   |          |                                                                                      |          |
| 200 m          | Dimitri Colupaev · Alemanha                                                              | 2:02.28  | Austin Surhoff · Estados Unidos                                                   | 2:02.51  | Yuya Horihata · Japão                                                                | 2:02.99  |
| 400 m          | Andrew Gemmell · Estados Unidos                                                          | 4:21.58  | Jan-David Schepers · Alemanha                                                     | 4:22.10  | Keita Sameshima · Japão                                                              | 4:29.93  |
| Revezamento    |                                                                                          |          |                                                                                   |          |                                                                                      |          |
| 4×100 m livre  | Itália · Luca Dotto · Marco Orsi · Fabio Gimondi · Luca Leonardi                         | 3:19.09  | Rússia · Artem Lobuzov · Vladimir Bryukhov · Oleg Tikhobaev · Danila Izotov       | 3:20.64  | Brasil · Marcos Macedo · João de Lucca · Renner Lima · Henrique Rodrigues            | 3:22.81  |
| 4×200 m livre  | Reino Unido · Robert Bale · Thomas Parris · Ryan Bennett · Christopher Walker-Hebborn    | 7:20.18  | Alemanha · Joel Ax · Lucien Hassdenteufel · Jan-David Schepers · Dimitri Colupaev | 7:20.27  | Japão · Kohei Masuda · Yuta Takahashi · Yuki Kobori · Yuya Horihata                  | 7:24.72  |
| 4×100 m medley | Reino Unido · Christopher Walker-Hebborn · Daniel Sliwinski · James Doolan · Robert Bale | 3:41.69  | Japão · Takashi Iyobe · Takeshi Yamada · Shinri Shioura · Kenta Ito               | 3:42.61  | Estados Unidos · Timothy Johnson · Eric Friedland · Timothy Phillips · Walter Rumans | 3:42.79  |

### Feminino
| Evento         | Ouro                                                                                   | Ouro      | Prata                                                                         | Prata    | Bronze                                                                   | Bronze   |
| -------------- | -------------------------------------------------------------------------------------- | --------- | ----------------------------------------------------------------------------- | -------- | ------------------------------------------------------------------------ | -------- |
| Livre          |                                                                                        |           |                                                                               |          |                                                                          |          |
| 50 m           | Elodie Schmitt · França                                                                | 25.88     | Hannah Riordan · Canadá                                                       | 25.95    | Nathalie Lindborg · Suécia                                               | 26.01    |
| 100 m          | Samantha Tucker · Estados Unidos                                                       | 55.59     | Silke Lippok · Alemanha                                                       | 56.08    | Megan Romano · Estados Unidos                                            | 56.32    |
| 200 m          | Dagny Knutson · Estados Unidos                                                         | 1:59.78   | Samantha Tucker · Estados Unidos                                              | 2:00.41  | Ellen Fullerton · Austrália                                              | 2:01.18  |
| 400 m          | Elena Sokolova · Rússia                                                                | 4:06.30 , | Margaux Fabre · França                                                        | 4:12.44  | Katie Gardocki · Estados Unidos                                          | 4:13.00  |
| 800 m          | Elena Sokolova · Rússia                                                                | 8:32.75   | Katie Gardocki · Estados Unidos                                               | 8:37.08  | Andreina Pinto · Venezuela                                               | 8:37.82  |
| 1500 m         | Elena Sokolova · Rússia                                                                | 16:28.77  | Kalliopi Araouzou · Grécia                                                    | 16:33.68 | Andreina Pinto · Venezuela                                               | 16:36.33 |
| Costas         |                                                                                        |           |                                                                               |          |                                                                          |          |
| 50 m           | Grace Loh · Austrália                                                                  | 28.83     | Etiene Medeiros · Brasil                                                      | 29.44    | Elizabeth Pelton · Estados Unidos                                        | 29.45    |
| 100 m          | Grace Loh · Austrália                                                                  | 1:02.02   | Elizabeth Pelton · Estados Unidos                                             | 1:02.37  | Tess Simpson · Canadá                                                    | 1:02.96  |
| 200 m          | Zuzanna Mazurek · Polónia                                                              | 2:12.56   | Elizabeth Pelton · Estados Unidos                                             | 2:13.53  | Karolina Urbanska · Polónia                                              | 2:13.83  |
| Peito          |                                                                                        |           |                                                                               |          |                                                                          |          |
| 50 m           | Anna Carlson · Estados Unidos                                                          | 31.81     | Laura Sogar · Estados Unidos                                                  | 31.94    | Amanda Reason · Canadá                                                   | 32.02    |
| 100 m          | Samantha Marshall · Austrália                                                          | 1:08.72   | Mina Matsushima · Japão                                                       | 1:08.99  | Ekaterina Baklakova · Rússia                                             | 1:09.06  |
| 200 m          | Olga Detenyuk · Rússia                                                                 | 2:25.19   | Keiko Fukudome · Japão                                                        | 2:25.39  | Laura Sogar · Estados Unidos                                             | 2:26.41  |
| Borboleta      |                                                                                        |           |                                                                               |          |                                                                          |          |
| 50 m           | Silvia di Pietro · Itália                                                              | 26.77     | Mélanie Henique · França                                                      | 27.09    | Ellese Zallewsky · Austrália                                             | 27.13    |
| 100 m          | Natsuki Akiyama · Japão                                                                | 59.58     | Silvia di Pietro · Itália                                                     | 59.60    | Yui Miyamoto · Japão                                                     | 1:00.05  |
| 200 m          | Natsuki Akiyama · Japão                                                                | 2:08.10   | Nina Schiffer · Alemanha                                                      | 2:09.36  | Yui Miyamoto · Japão                                                     | 2:09.41  |
| Medley         |                                                                                        |           |                                                                               |          |                                                                          |          |
| 200 m          | Dagny Knutson · Estados Unidos                                                         | 2:12.97   | Ellen Fullerton · Austrália                                                   | 2:14.73  | Victoria Andreeva · Rússia                                               | 2:16.21  |
| 400 m          | Dagny Knutson · Estados Unidos                                                         | 4:43.49   | Ellen Fullerton · Austrália                                                   | 4:45.17  | Barbara Jardin · Canadá                                                  | 4:49.10  |
| Revezamento    |                                                                                        |           |                                                                               |          |                                                                          |          |
| 4×100 m livre  | Estados Unidos · Dagny Knutson · Megan Romano · Elizabeth Pelton · Samantha Tucker     | 3:43.54   | Alemanha · Silke Lippok · Franziska Jansen · Lisa Vitting · Sina Sutter       | 3:46.63  | Canadá · Hannah Riordan · Hilary Bell · Paige Schultz · Alexandra Gabor  | 3:47.30  |
| 4×200 m livre  | Estados Unidos · Samantha Tucker · Lily Moldenhauer · Dagny Knutson · Elizabeth Pelton | 8:04.49   | Reino Unido · Sasha Matthews · Rebecca Turner · Lucy Worrall · Lauren Collins | 8:06.52  | Canadá · Alexandra Gabor · Barbara Jardin · Hilary Bell · Paige Schultz  | 8:10.08  |
| 4×100 m medley | Estados Unidos · Elizabeth Pelton · Laura Sogar · Caroline McElhany · Samantha Tucker  | 4:06.90   | Austrália · Grace Loh · Samantha Marshall · Ellese Zalewski · Ellen Fullerton | 4:07.59  | Canadá · Tess Simpson · Amanda Reason · Kendra Chernoff · Hannah Riordan | 4:07.76  |

## Quadro de medalhas
A seguir o quadro final de medalhas. 
| Ordem | País           | Medalha de ouro | Medalha de prata | Medalha de bronze | Total |
| ----- | -------------- | --------------- | ---------------- | ----------------- | ----- |
| 1     | Estados Unidos | 9               | 6                | 6                 | 21    |
| 2     | Rússia         | 7               | 2                | 4                 | 13    |
| 3     | Nova Zelândia  | 5               | 0                | 0                 | 5     |
| 4     | Austrália      | 4               | 4                | 2                 | 10    |
| 5     | Reino Unido    | 4               | 2                | 2                 | 8     |
| 6     | Itália         | 3               | 5                | 2                 | 10    |
| 7     | Japão          | 3               | 3                | 6                 | 12    |
| 8     | Polónia        | 2               | 1                | 3                 | 6     |
| 9     | Alemanha       | 1               | 7                | 1                 | 9     |
| 10    | França         | 1               | 2                | 2                 | 5     |
| 11    | África do Sul  | 1               | 0                | 0                 | 1     |
| 12    | Sérvia         | 0               | 3                | 1                 | 4     |
| 13    | Canadá         | 0               | 2                | 6                 | 8     |
| 14    | Bielorrússia   | 0               | 1                | 1                 | 2     |
| 14    | Brasil         | 0               | 1                | 1                 | 2     |
| 16    | Grécia         | 0               | 1                | 0                 | 1     |
| 17    | Venezuela      | 0               | 0                | 2                 | 2     |
| 18    | Suécia         | 0               | 0                | 1                 | 1     |
| Total | Total          | 40              | 42               | 39                | 121   |

Legenda
| Recorde mundial       | Recorde mundial (World record)               |                       | Recorde africano                      | Recorde africano (African) |                                           | Q | Classificado por posição (Qualified) |
| Recorde do campeonato | Recorde do campeonato (Championship record)  | Recorde da América    | Recorde da América (Americas)         | q                          | Classificado por melhor tempo (Qualified) |   |                                      |
| Melhor marca do ano   | Melhor marca do ano (World leading)          | Recorde asiático      | Recorde asiático (Asian)              | DNS                        | Não largou (Did not start)                |   |                                      |
| Recorde nacional      | Recorde nacional (National record)           | Recorde europeu       | Recorde europeu (European)            | DNF                        | Não terminou (Did not finish)             |   |                                      |
| Recorde pessoal       | Recorde pessoal do atleta (Personal best)    | Recorde da Oceania    | Recorde da Oceania (Oceania)          | DSQ / DQ                   | Desclassificado (Disqualified)            |   |                                      |
| Recorde da temporada  | Recorde da temporada do atleta (Season best) | Recorde sul-americano | Recorde sul-americano (South America) | NM                         | Sem marca (No mark)                       |   |                                      |